# Turmion Kätilöt
Turmion Kätilöt er et finsk industrial metal band, som opstod i 2003 af MC Raaka Pee og DJ Vastapallo.
En typisk Turmion Kätilöt sang er understreget af elektroniske industri beats, jackhammer agtig trommer, ekstremt nedstemte guitar akkorder, trykkende Bass og ekstremt vulgære vokaler, der typisk bliver skreget ind i mikrofonen eller stemmen er meget dyster.